# Myriocephalus pluriflorus
Myriocephalus pluriflorus là một loài thực vật có hoa trong họ Cúc. Loài này được (J.M.Black) D.A.Cooke mô tả khoa học đầu tiên năm 1986.